# Maciej z Kościana
Maciej z Kościana (zm. w sierpniu 1488) – doktor prawa kanonicznego, rektor Akademii Krakowskiej.

## Życiorys
Był synem Klemensa mieszczanina z wielkopolskiego Kościana. Wpisał się na listę studentów Akademii Krakowskiej w 1442 w 1445 uzyskał stopień bakałarza nauk wyzwolonych. Jako doktor prawa kanonicznego obejmował stanowisko rektora w semestrze zimowym 1472–1473. W 1479 był dziekanem Wydziału Prawa. W latach 1472–1487 był proboszczem w kościele św. Anny w Krakowie zainicjował dokumentowanie cudów i łask doznanych za wstawiennictwem Jana Kantego. W dokumentach po raz ostatni został odnotowany 29 lipca 1488, 12 września 1488 natomiast po śmierci Macieja uczelnia powierzyła probostwa kościoła św. Anny Janowi z Wysokiej. Maciej z Kościana zgromadził sporą bibliotekę, którą zapisał Kolegium Większemu.